# Parafia Miłosierdzia Bożego w Żarach
Parafia Miłosierdzia Bożego w Żarach – jedna z pięciu parafii rzymskokatolickich w mieście Żary, należąca do dekanatu Żary diecezji zielonogórsko-gorzowskiej, metropolii szczecińsko-kamieńskiej w Polsce, erygowana 26 sierpnia 1991.